# Ova, Kaş
Ova là một thị trấn thuộc huyện Kaş, tỉnh Antalya, Thổ Nhĩ Kỳ. Dân số thời điểm năm 2011 là 4.861 người.